# Discographie de Leona Lewis
Voici la discographie officielle de Leona Lewis, auteure-compositrice-interprète anglaise de pop/RnB.
Elle a signé avec le label Syco Records qui est un sous-label de Sony BMG, ce qui inclut 1 album studio, 6 singles, 7 vidéos.

## Album Studio
| Titre                                                                       | Album détails                                                                             | Classement  | Classement | Classement | Classement | Classement | Classement | Classement | Classement | Classement | Classement | Certifications | Ventes                               |
| Titre                                                                       | Album détails                                                                             | Royaume-Uni | AUS        | AUT        | CAN        | GER        | IRE        | NZ         | SWE        | SWI        | US         | Certifications | Ventes                               |
| --------------------------------------------------------------------------- | ----------------------------------------------------------------------------------------- | ----------- | ---------- | ---------- | ---------- | ---------- | ---------- | ---------- | ---------- | ---------- | ---------- | --- | ------------------------------------ |
| Spirit                                                                      | - Sortie: 9 novembre 2007 - Label : Syco, J (#88697185262) - Formats : CD, téléchargement | 1           | 1          | 1          | 1          | 1          | 1          | 1          | 2          | 1          | 1          | - UK: 9× Platine - AUS: Platine - AUT: Platine - CAN: Platine - GER: 3× or - IRE : 11× Platine - NZ: Platine - SWE: or - SWI: 2× Platine - US: Platine | - UK : 3 034 653 - Monde : 7 000 000 |
| Echo                                                                        | - Sortie: 9 novembre 2009 - Label : Syco, J (#88697570012) - Formats : CD, téléchargement | 1           | 31         | 8          | 16         | 12         | 2          | 26         | 19         | 3          | 13         | - UK: 2× Platine - CAN: or - IRE: Platine - SWI: or | - UK : 855 632 - Monde : 2 600 000   |
| Glassheart                                                                  | - Sortie: 12 octobre 2012 - Label: Syco, Sony Music, RCA - Formats: CD, téléchargement    | 3           | —          | 5          | —          | 6          | 4          | —          | —          | 29         | —          | - BPI: Argent | - Angleterre: 90,000                 |
| Christmas, with Love                                                        | - Sortie: 3 décembre 2013 - Label: Syco, Sony Music, RCA - Formats: CD, téléchargement    | 13          | —          | —          | 97         | —          | 36         | —          | —          | 42         | 113        | - BPI: Or - IRMA: Or[réf. nécessaire] | - Angleterre: 200,000                |
| I Am                                                                        | - Sortie: 2015 - Label: Island, Def Jam - Formats: CD, téléchargement                     | à sortir    | à sortir   | à sortir   | à sortir   | à sortir   | à sortir   | à sortir   | à sortir   | à sortir   | à sortir   | à sortir | à sortir                             |
| "—" indique que l'album ne s'est pas classé dans le hit-parade de ce pays . |                                                                                           |             |            |            |            |            |            |            |            |            |            | |                                      |

### Single
| Titre                                                                         | Annér | Classement | Classement | Classement | Classement | Classement | Classement | Classement | Classement | Classement | Classement | Certifications | Album                |
| Titre                                                                         | Annér | UK         | AUS        | AUT        | CAN        | GER        | IRE        | NZ         | SWE        | SWI        | US         | Certifications | Album                |
| ----------------------------------------------------------------------------- | ----- | ---------- | ---------- | ---------- | ---------- | ---------- | ---------- | ---------- | ---------- | ---------- | ---------- | --- | -------------------- |
| "A Moment Like This"                                                          | 2006  | 1          | —          | —          | —          | —          | 1          | —          | —          | —          | —          | - BPI: Platinum | Spirit               |
| "Bleeding Love"                                                               | 2007  | 1          | 1          | 1          | 1          | 1          | 1          | 1          | 2          | 1          | 1          | - BPI: Platine - ARIA: 2× Platine - BVMI: Platine - IFPI AUT: or - IFPI SWE: Platine - IFPI DEN: or - BEA: or - MC: Platine - RIAA: 4× Platine - RMNZ: 2× Platine | Spirit               |
| "Better in Time"                                                              | 2008  | 2          | 6          | 3          | 9          | 2          | 4          | 6          | 5          | 5          | 11         | - BPI: Argent - ARIA: or - BVMI: or - RMNZ: or - RIAA: Platine | Spirit               |
| "Footprints in the Sand"                                                      | 2008  | 2          | —          | —          | —          | 2          | 50         | —          | —          | 35         | —          | - BPI: Argent | Spirit               |
| "Forgive Me"                                                                  | 2008  | 5          | 49         | 15         | —          | 15         | 5          | —          | 7          | 12         | —          | | Spirit               |
| "Run"                                                                         | 2008  | 1          | —          | 1          | 13         | 3          | 1          | —          | 13         | 2          | 81         | - BPI: Platine - IFPI AUT: or | Spirit               |
| "I Will Be"                                                                   | 2009  | 160        | —          | —          | 83         | —          | —          | —          | —          | —          | 66         | | Spirit               |
| "Happy"                                                                       | 2009  | 2          | 26         | 2          | 15         | 3          | 3          | 20         | 11         | 4          | 31         | - BPI: Argent - MC: Or - RIAA: Or | Echo                 |
| "I Got You"                                                                   | 2010  | 14         | —          | 30         | —          | 43         | 43         | 29         | —          | 57         | —          | | Echo                 |
| "Collide" (with Avicii)                                                       | 2011  | 4          | —          | 29         | —          | —          | 3          | —          | —          | —          | —          | | NC                   |
| "Trouble" (featuring Childish Gambino)                                        | 2012  | 7          | —          | 32         | —          | 27         | 21         | —          | —          | 75         | —          | | Glassheart           |
| "Lovebird"                                                                    | 2012  | —          | —          | —          | —          | —          | —          | —          | —          | —          | —          | | Glassheart           |
| "One More Sleep"                                                              | 2013  | 3          | —          | —          | 92         | —          | 19         | —          | —          | —          | —          | | Christmas, with Love |
| "Fire"                                                                        | 2015  | à sortir   | à sortir   | à sortir   | à sortir   | à sortir   | à sortir   | à sortir   | à sortir   | à sortir   | à sortir   | à sortir | I Am                 |
| "—" indique que la chanson ne s'est pas classée dans le hit-parade de ce pays |       |            |            |            |            |            |            |            |            |            |            | |                      |

## Autres chansons
| Années | Chanson                             | Classement | Classement | Classement | Classement |
| Années | Chanson                             | UK         | CAN        | US         | IE         |
| ------ | ----------------------------------- | ---------- | ---------- | ---------- | ---------- |
| 2007   | Forgiveness                         | 46         | —          | —          | 39         |
| 2007   | Whatever It Takes                   | 61         | —          | —          | —          |
| 2007   | The First Time Ever I Saw Your Face | 73         | —          | —          | —          |
| 2007   | Take a Bow                          | 99         | —          | —          | —          |
| 2008   | Yesterday                           | 137        | —          | 117        | —          |
| 2008   | Misses Glass                        | 98         | —          | —          | —          |

## Vidéos
| Année | Titre                                  | Directeur(s)  |
| ----- | -------------------------------------- | ------------- |
| 2006  | A Moment Like This                     | J.T.          |
| 2007  | Bleeding Love (Version Internationale) | Melina        |
| 2008  | Bleeding Love (Version États-Unis)     | Jessy Terrero |
| 2008  | Better in Time                         | Sophie Muller |
| 2008  | Footprints in the Sand                 | Sophie Muller |
| 2008  | Forgive Me                             | Wayne Isham   |
| 2008  | Run                                    | Jake Nava     |
| 2009  | I Will Be                              | Melina        |